# احتلام (ترانه اودتاری و نیمستار)
«احتلام» (به انگلیسی: WET DREAMS) ترانه‌ای از رپر و خوانندهٔ آمریکایی اودتاری به‌همراهٔ رپر آمریکایی نیمستار می‌باشد که در ۲۱ ژوئن سال ۲۰۲۳ از سوی آرتیست پارتنر گروپ منتشر گردید.

## زمینه
این ترانه در ۱۷ مارس سال ۲۰۲۳ تحت عنوان «عشق و هوس» منتشر شد، اما بعداً به یک سری دلایل نامشخص حذف گردید. سپس مجدداً در ۲۱ ژوئن سال ۲۰۲۳ با نام «احتلام» منتشر گردید و این بار حاوی یک ورس بود که رپر آمریکایی نیمستار آن را می‌خواند.

## دست‌اندرکاران
اعتبارات از تیدال گرفته‌شده است.
- اودتاری – تهیه‌کننده، آهنگساز، ترانه‌نویس
- نیمستار – آهنگساز، ترانه‌نویس

## جدول‌ها
| جدول (۲۰۲۳)                                   | بالاترین جایگاه |
| --------------------------------------------- | --------------- |
| ترانه‌های رقص/الکترونیک ایالات متحده (بیلبورد) | ۴۶              |

## تاریخچهٔ انتشار
| منطقه   | تاریخ          | فرمت‌                     | نسخه                   | ناشر               | م.            |
| ------- | -------------- | ------------------------ | ---------------------- | ------------------ | ------------- |
| گوناگون | ۱۷ مارس ۲۰۲۳   | دانلود دیجیتال استریمینگ | «عشق و هوس»            | اودتاری رکوردز     | [ ۳ ]         |
| گوناگون | ۲۱ ژوئن ۲۰۲۳   | دانلود دیجیتال استریمینگ | «احتلام»               | آرتیست پارتنر گروپ | [ ۴ ] [ ۵ ]   |
| گوناگون | ۲۸ اوت ۲۰۲۳    | دانلود دیجیتال استریمینگ | احتلام (ریمیکس اودکور) | آرتیست پارتنر گروپ | [ ۶ ] [ ۷ ]   |
| گوناگون | ۱ فوریهٔ ۲۰۲۴   | دانلود دیجیتال استریمینگ | احتلام (عاشق نیستم)    | آرتیست پارتنر گروپ | [ ۸ ] [ ۹ ]   |
| گوناگون | ۲۳ ژانویهٔ ۲۰۲۵ | دانلود دیجیتال استریمینگ | احتلام (عشق و هوس)     | آرتیست پارتنر گروپ | [ ۱۰ ] [ ۱۱ ] |